# مغالطة الجهة
المغالطة الصورية لمغالطة الجهة (مغالطة الضرورة) هي نمط خاص من المغالطات في منطق الجهة (المنطق الطوري). يوضَع فيها الافتراض في نطاق طوري خاطئ، والشكل الأكثر شيوعًا هو حدوث التباس في نطاق ما هو صحيح بالضرورة. يُعد البيان صحيحًا بالضرورة إذا وفقط إذا استحال أن يكون غير صحيح ولم توجد أي حالة تجعله خاطئًا. يجادل بعض الفلاسفة أيضًا بأن البيان الصحيح بالضرورة يجب أن يكون صحيحًا في كل العوالم المحتملة.

## الوصف
في منطق الجهة، هناك فرق مهم بين ما هو صحيح منطقيًا بالضرورة وما هو صحيح ولكن ليس كذلك منطقيًا بالضرورة.
من الأمثلة الشائعة في الحياة اليومية:
1. دونالد ترامب رئيس الولايات المتحدة.
2. عمر الرئيس لا يقل عن 35 عامًا.
3. بالتالي، عمر دونالد ترامب 35 عامًا أو أكثر بالضرورة.

الاستنتاج خاطئ، مع أن عمر دونالد ترامب يزيد عن 35 عامًا، لكن ليس هناك ضرورة منطقية لذلك. البيان صحيح بالتأكيد في هذا العالم، لكن يمكن أن يوجد عالم لا يكون عمر دونالد ترامب فيه قد بلغ 35 عامًا بعد. لو أن الحجة استنتجت أن دونالد ترامب يبلغ من العمر 35 عامًا أو أكثر دون اشتراط الضرورة، لكانت صحيحة.

قدم نورمان سوارتز المثال التالي ليوضح الكيفية التي تقود بها مغالطة الجهة إلى استنتاج أن المستقبل قد حُدد بالفعل، بغض النظر عن قرارات الشخص؛ بُني هذا المثال على مثال «المعركة البحرية» الذي استخدمه أرسطو لمناقشة مسألة ما يطرأ في المستقبل في كتابه العبارة:
يعدّ أدميرالان أ وب قواتهما البحرية لخوض معركة بحرية في الغد. ستستمر المعركة حتى ينتصر أحد الطرفين. لكنّ «قانوني» استبعاد الوسط (لا قيمة ثالثة للحقيقة) وعدم التناقض (لا تكون القيمتان حقيقيتين معًا)، يجعلان أحد الافتراضين «فوز أ» و«فوز ب» صحيحًا (كان دائمًا صحيحًا وسيظل كذلك) والآخر خاطئًا (كان دائمًا خاطئًا وسيظل كذلك). لنفترض أن «فوز أ» صحيح اليوم، عندها أيًا يفعله أ (أو لا يفعله) اليوم لن يُحدث فرقًا؛ وبالمثل، أيًا يفعله ب (أو لا يفعله) اليوم لن يحدث فرقًا: لقد حُددت النتيجة بالفعل. مجددًا، لنفترض أن «فوز أ» بيان خاطئ اليوم، فبغضّ النظر عما يفعله أ اليوم (أو لا يفعله)، لن يحدث أي فرق؛ وبالمثل، بغضّ النظر عما يفعله ب (أو لا يفعله)، لن يحدث فرق: فقد حُددت النتيجة بالفعل. وهكذا، إذا كانت الافتراضات تحمل قيم الصِحة الخاصة بها بشكل خالد (أو بلا تغير وإلى الأبد)، فإن التخطيط، أو ما سماه أرسطو «الحرص»، ذو فعالية وهمية. سيؤول المستقبل إلى ما سيؤول إليه، بغض النظر عن تخطيطنا ونوايانا وغيره.